# ويلسون دا سيلفا بياتسا
ويلسون دا سيلفا بياتسا (بالبرتغالية: Wilson Piazza‏) (مواليد 25 فبراير 1943) هو لاعب كرة قدم. يلعب مع منتخب البرازيل لكرة القدم. سبق له أن لعب في كأس العالم لكرة القدم مع منتخب بلاده.

## روابط خارجية
- ويلسون دا سيلفا بياتسا على موقع الاتحاد الدولي (مؤرشف)  (الإنجليزية)
- ويلسون دا سيلفا بياتسا على موقع الاتحاد الأوربي (الإنجليزية)
- ويلسون دا سيلفا بياتسا على موقع قاعدة بيانات كرة القدم.إي يو (الإنجليزية)
- ويلسون دا سيلفا بياتسا على موقع ناشيونال فوتبول تيمز (الإنجليزية)
- ويلسون دا سيلفا بياتسا على موقع عالم كرة القدم.نت (الإنجليزية)